# Karen Hanghøj
Karen Hanghøj (nacida en 1966) es una geóloga danesa con experiencia en la gestión sostenible de los recursos minerales naturales. En 2019 fue nombrada directora del Servicio Geológico Británico. Fue la primera mujer en asumir este cargo desde que se fundó la encuesta en 1835.

## Educación
Hanghøj fue a la escuela en Dinamarca y estudió geología en la Universidad de Copenhague, donde obtuvo una maestría y luego un doctorado. El trabajo de su maestría involucró trabajo de campo en el este de Groenlandia, donde estudió la mineralización asociada con las rocas ígneas que se emplazaron durante la apertura del Océano Atlántico norte. Su tesis doctoral fue un estudio de la geoquímica y la edad del enjambre de diques del Paleógeno en el este de Groenlandia. Mientras trabajaba en Groenlandia, Hanghøj también adquirió experiencia con una empresa de exploración minera, perforando en busca de oro y platino en el área.

## Carrera
Después de completar su doctorado, Hanghøj trabajó como geóloga investigadora en el mundo académico y en varios roles de geología de exploración y minería como consultora. Fue jefa del departamento de geología económica y petrología del Servicio Geológico de Dinamarca y Groenlandia (GEUS) de 2011 a 2015. Más tarde, fue directora ejecutiva y directora general de EIT RawMaterials, una comunidad de conocimiento e innovación de Instituto europeo de Innovación y Tecnología con sede en Berlín establecida en 2014 para «convertir las materias primas en una fortaleza importante para Europa».
En 2019, Hanghøj fue nombrado director del Servicio Geológico Británico, el servicio geológico nacional más antiguo del mundo. Fue la primera mujer nombrada para este cargo. En 2022, estableció el Centro de Minerales Críticos del Reino Unido en asociación con el Departamento de Estrategia Comercial, Energética e Industrial, para asesorar sobre la resiliencia de la cadena de suministro de minerales críticos para la economía y las tecnologías ecológicas.

## Contribuciones profesionales
Hanghøj ha publicado trabajos de investigación sobre la geología del este de Groenlandia, la intrusión de Skaergaard y la geoquímica de la corteza terrestre. En 2023, Hanghøj coeditó una publicación especial de la Sociedad Geológica, The Green Stone Age: Exploration and Exploitation of Minerals for Green Technologies.
Actualmente es presidenta del grupo de expertos y la oficina de gestión de recursos de la Comisión Económica de las Naciones Unidas para Europa (CEPE), que tiene la misión de desarrollar sistemas globales para la gestión sostenible de los recursos naturales.

## Premios
En 2020, Hanghøj recibió un doctorado honorario de la Universidad de Upsala, en reconocimiento a «su destacada contribución a la investigación geológica... especialmente en el campo de las materias primas».
En 2023, Hanghøj recibió la Medalla William Smith de la Sociedad Geológica de Londres, en reconocimiento a sus contribuciones a los «aspectos económicos y aplicados de la geología», y en particular por su trabajo sobre materias primas y la transición hacia la energía verde sostenible y como 'embajadora de las geociencias... en el Reino Unido y en todo el mundo'.